# Calea bakeriana
Calea bakeriana là một loài thực vật có hoa trong họ Cúc. Loài này được Chodat mô tả khoa học đầu tiên năm 1902.